# Sabrina Johnson
Sabrina Johnson, née le 29 juillet 1976 à Leigh, est une actrice de films pornographiques anglaise et écrivain.

## Biographie
Elle commence en 1995 dans l'industrie du X à l'âge de 18 ans.
Elle devient connue grâce au film Gangbang 2000 tourné en deux jours (28 et 29 décembre 2000), au cours duquel elle prétendit avoir eu 2000 rapports sexuels. Sabrina a joué dans d'autres films du même genre comme Gang bang Angels 3 et Gangbang Girl 18.
Sabrina Johnson a écrit la biographie de Jack McGurn en 2005 sous le nom d'Amanda J. Parr.

## Récompenses et nominations
- 1999 : AVN Award nommée, Performer of the Year (1999, nomination)
- 2000 : AVN Award nommée, Female Performer of the Year
- 2001 : AVN Award nommée, Best Group Sex Scene, Video; Sodomania: Gangbang Edition